# Draba grayana
Draba grayana är en korsblommig växtart som först beskrevs av Per Axel Rydberg, och fick sitt nu gällande namn av Charles Leo Hitchcock. Draba grayana ingår i släktet drabor, och familjen korsblommiga växter. Inga underarter finns listade i Catalogue of Life.